# La Femme de Jean
Pour plus de détails, voir Fiche technique et Distribution.
La Femme de Jean est un film français de Yannick Bellon sorti en 1974.

## Synopsis
Jean quitte Nadine après dix-huit années de vie commune. Nadine sombre dans la douleur et le désespoir, puis, lentement, reprend courage, réagit : il faut s'occuper de son fils, rechercher du travail. Elle fait la connaissance de David qui lui redonne goût à la vie et l'encourage à suivre des cours en faculté. « Elle redevient elle-même, Nadine, et non plus seulement la femme de Jean. »

## Fiche technique
- Titre du film : La Femme de Jean
- Réalisation et scénario : Yannick Bellon
- Photographie : Georges Barsky, Pierre-William Glenn - Couleurs
- Musique : Georges Delerue
- Montage : Janine See
- Durée : 105 minutes
- Pays de production :  France
- Date de sortie : 20 mars 1974
- Genre : drame psychologique

## Distribution
- France Lambiotte : Nadine
- Claude Rich : Jean
- Hippolyte Girardot : Rémi, le fils de Nadine et Jean
- James Patrick Mitchell : David
- Tatiana Moukhine : Christine, la femme de ménage
- Simone Rieutor : la collègue métreuse en surfaces corrigées
- Andrée Damant : l'amie relieuse
- Jeanne Aubert : l'amie antiquaire
- Georges Atlas : le voisin du syndic
- Régine Mazella : Valérie, la petite amie de Rémi
- Jean-Christophe Averty : le réalisateur télé
- Sacha Briquet : le client éméché dans l'escalier du restaurant

## Critiques
« Yannick Bellon traite à travers un cas exemplaire une réalité contemporaine, sans sectarisme, sans rejet de l'homme, avec une justesse qui touche constamment. »
"La Femme de Jean est moins un film à thèse qu’un portrait. La sensibilité avec laquelle il est exécuté témoigne de ce qu’il y a de plus beau dans les mises en scène de Yannick Bellon : un extrême attention portée aux objets et aux espaces, une approche toujours douce malgré la dureté des situations, une importance primordiale accordée au temps."

## Commentaire
Je crois tout de même que ce film a marqué le début d’une rupture des femmes avec la victimisation. Dans tous les domaines, nous n’avions pas la place d’individu, on était toujours la femme de quelqu’un, la fille de quelqu’un, le reflet de quelqu’un. Alors elle a été une des premières à le montrer dans le domaine sentimental, qui était peut-être le plus délicat ; Yannick Bellon, elle a su le faire avec plusieurs films de suite, elle a suivi son chemin avec une rigueur… et en même temps, ce qui était bien, c’est que ses films qui étaient scandaleux dans le fond, n’étaient pas scandaleux du tout dans la forme et dans l’aspect. Cela s’est toujours fait dans une sorte de correction, de bonne éducation, ce qui fait que le message était entendu par tout le monde. Tout le monde pouvait s’identifier à cette histoire, beaucoup de gens l’avaient vécue, beaucoup de femmes l’avaient vécue, d’hommes aussi. C’était d’autant plus fort que de montrer un film sur la violence entre hommes et femmes. Là tout à coup, c’était la vie normale… et bien voilà ce qui arrivait dans la vie normale, une femme peut se récupérer, peut se retrouver et exister et retrouver un nom et un prénom.
Benoîte Groult, interview Doriane films, 2005

## Distinctions
- Grand Prix de l’Académie du Cinéma 1974
- Coquille d’Argent Festival de Saint-Sébastien 1974
- Prix de la S.A.C.D. 1974
- Prix spécial du Prix Fémina belge du cinéma 1974
- Prix spécial de l’Année de la Femme du Prix Fémina Belge 1974